# 圣戈捷
圣戈捷（法語：Saint-Gaultier，法語發音：[sɛ̃ gotje] ⓘ），法国中部市镇，位于中央-卢瓦尔河谷大区安德尔省，隶属于勒布朗区，其市镇面积为9.2平方公里，2022年1月1日时人口数量为1,714人，在法国城市中排名第6,229位。
圣戈捷位于安德尔省中南部，克勒兹河右岸，是一个区域性的中心城市，多个方向的公路在此交汇。

## 地名来源

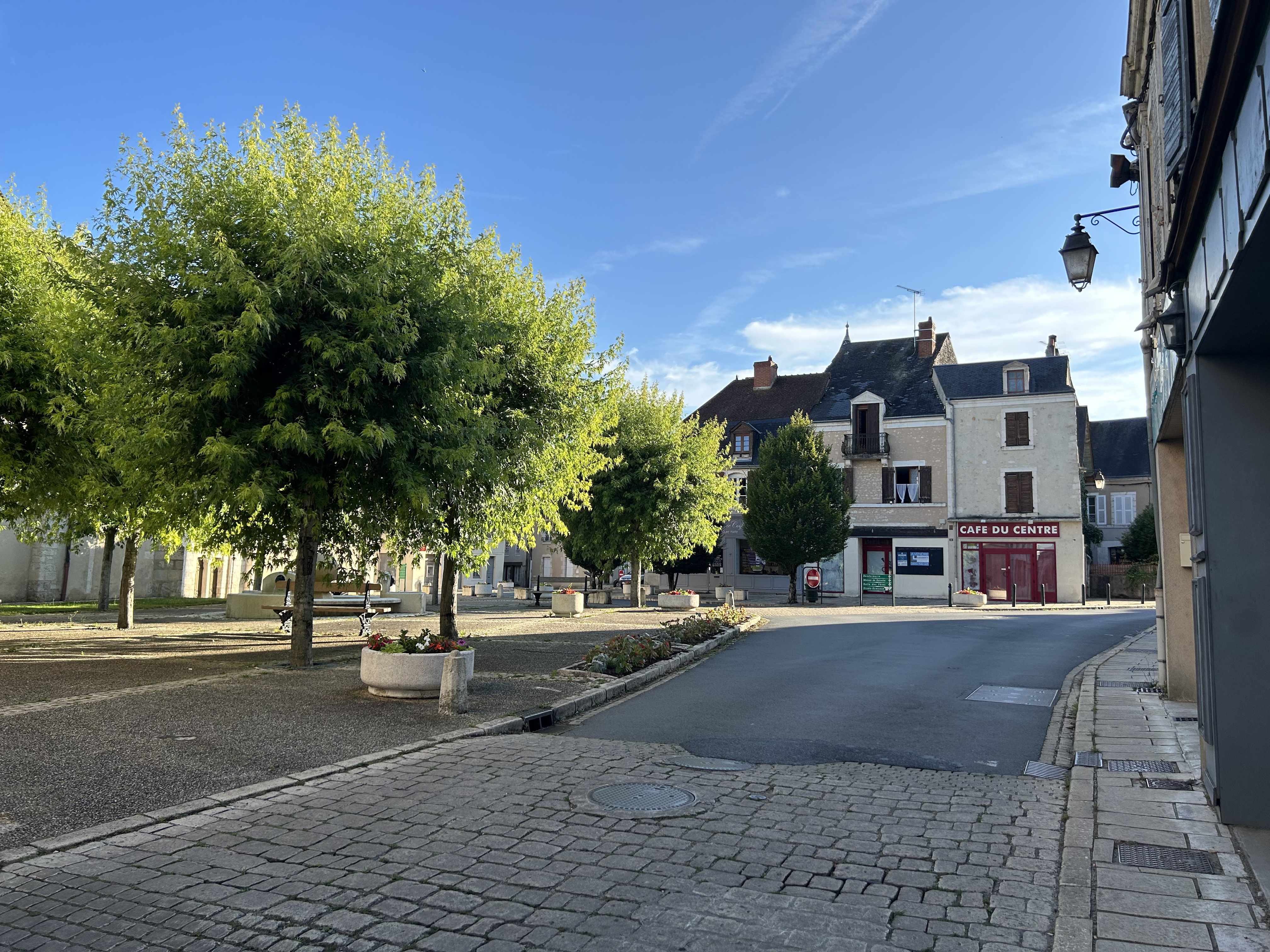
教堂广场

根据当地官方网站的论述，“Gaultier”一名来自同名宗教人物，他曾于11世纪在此地创建修道院，他也因此被认为是圣戈捷的城市缔造者。
法国大革命期间，圣戈捷曾更名为“Rochelibre”。

## 历史
圣戈捷的早期历史尚不清楚。根据当地官方网站的论述，圣戈捷境内于11世纪出现修道院以及一座小教堂，其附近逐渐形成聚落。12世纪初，圣戈捷小教堂被改建为罗马风格的建筑。16世纪时，当地居民组织修建了环绕圣戈捷的城墙。法国大革命后，圣戈捷成为安德尔省的一个市镇。工业革命期间，圣戈捷的人口数量有所增加，当地出现了多个工商业经济部门，途经此地的铁路于1891年建成通车，后于1938年关闭。

## 地理

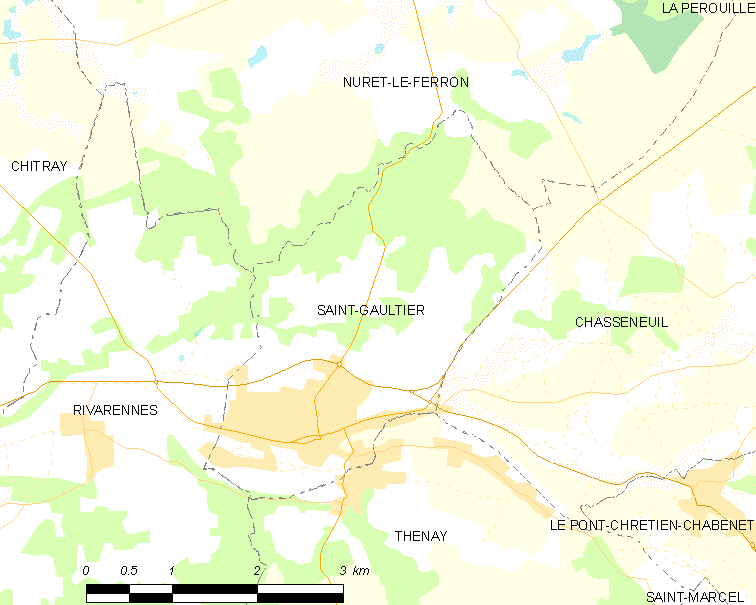
圣戈捷市镇范围地图

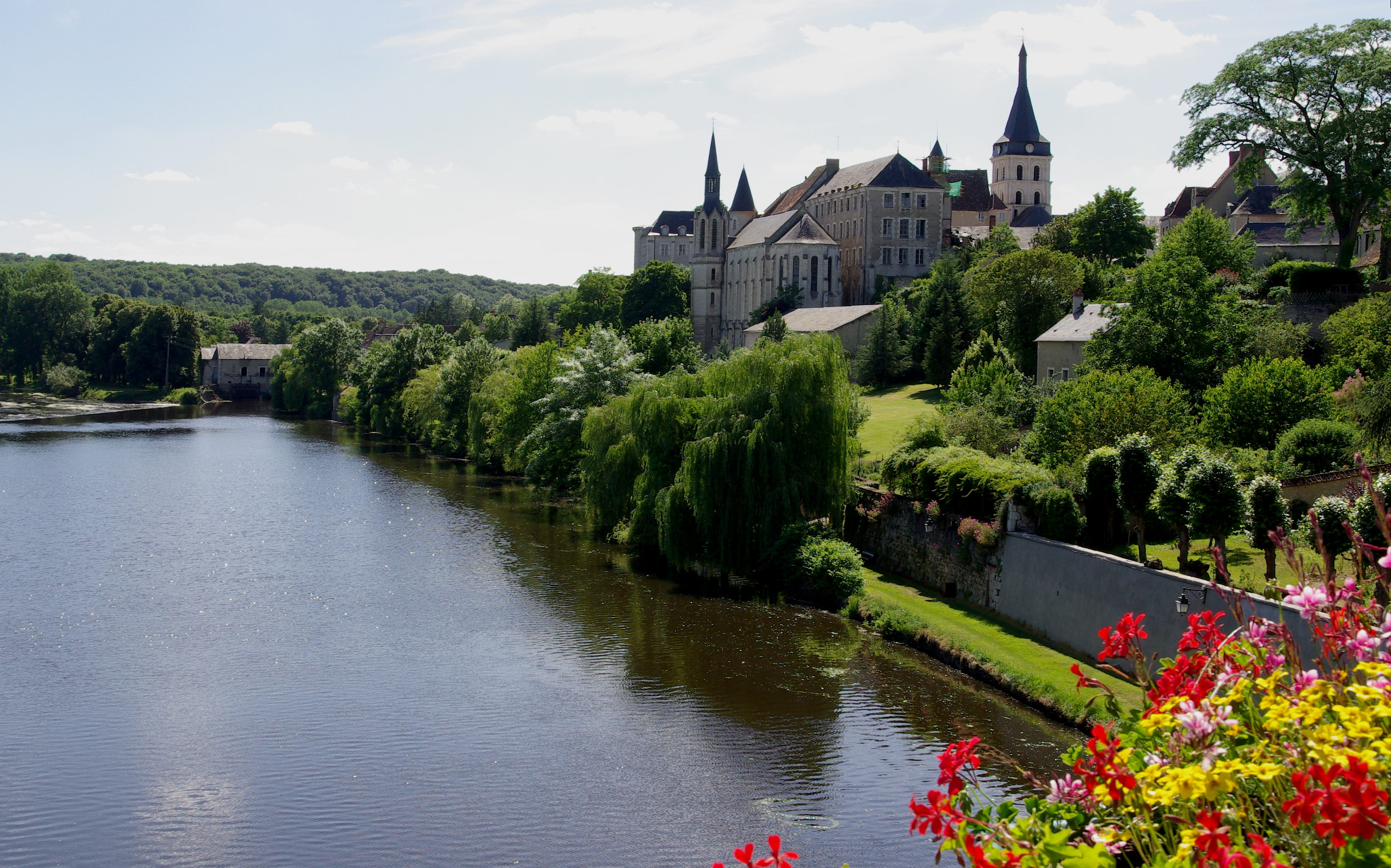
克勒兹河圣戈捷段

圣戈捷位于法国中部偏西，中央-卢瓦尔河谷大区南部和安德尔省中南部，距离省会沙托鲁大约31公里。与圣戈捷接壤的市镇包括：沙斯讷伊、尼雷勒费龙、里瓦雷讷和特奈。

### 地形
圣戈捷位于贝里地区的西南部边缘地带，境内以浅丘为主，市镇中心位于克勒兹河谷右岸，地势自河岸向外侧有所抬升，沿河部分当地起伏明显，全境海拔在91到169米之间。

### 水文
克勒兹河自东向西流经圣戈捷市区南侧，河流左岸的车站街区亦是其市镇管辖范围。

### 植被
圣戈捷属于温带阔叶混交林区，林地多分布于河流附近，此外市镇范围北部还有勒邦德隆树林（Bois du Bandelon）和莱库德里耶尔树林（Bois des Coudrières）。
在鲜花城市的评比中，圣戈捷暂未被评级。

### 气候
圣戈捷在柯本气候分类法中属于温带海洋性气候（Cfb）。
距离圣戈捷最近的常年气象站位于唐迪境内，以下为该气象站的数据（其中日照数据取自沙托鲁气象站）：
| 唐迪 1981年－2019年 | 唐迪 1981年－2019年 | 唐迪 1981年－2019年 | 唐迪 1981年－2019年 | 唐迪 1981年－2019年 | 唐迪 1981年－2019年 | 唐迪 1981年－2019年 | 唐迪 1981年－2019年 | 唐迪 1981年－2019年 | 唐迪 1981年－2019年 | 唐迪 1981年－2019年 | 唐迪 1981年－2019年 | 唐迪 1981年－2019年 | 唐迪 1981年－2019年 |
| 月份                | 1月                 | 2月                 | 3月                 | 4月                 | 5月                 | 6月                 | 7月                 | 8月                 | 9月                 | 10月                | 11月                | 12月                | 全年                |
| ------------------- | ------------------- | ------------------- | ------------------- | ------------------- | ------------------- | ------------------- | ------------------- | ------------------- | ------------------- | ------------------- | ------------------- | ------------------- | ------------------- |
| 历史最高温 °C（°F） | 18.9 (66.0)         | 22.3 (72.1)         | 25.1 (77.2)         | 30.7 (87.3)         | 32.3 (90.1)         | 37.9 (100.2)        | 39.4 (102.9)        | 40.8 (105.4)        | 35.1 (95.2)         | 29.5 (85.1)         | 25.6 (78.1)         | 19.6 (67.3)         | 40.8 (105.4)        |
| 平均高温 °C（°F）   | 7.8 (46.0)          | 9.2 (48.6)          | 12.7 (54.9)         | 15.5 (59.9)         | 19.9 (67.8)         | 23.6 (74.5)         | 25.7 (78.3)         | 25.8 (78.4)         | 21.4 (70.5)         | 17 (63)             | 11.1 (52.0)         | 7.7 (45.9)          | 16.5 (61.7)         |
| 日均气温 °C（°F）   | 4.8 (40.6)          | 5.4 (41.7)          | 7.9 (46.2)          | 10.2 (50.4)         | 14.3 (57.7)         | 17.8 (64.0)         | 19.7 (67.5)         | 19.7 (67.5)         | 15.8 (60.4)         | 12.6 (54.7)         | 7.6 (45.7)          | 4.9 (40.8)          | 11.7 (53.1)         |
| 平均低温 °C（°F）   | 1.7 (35.1)          | 1.6 (34.9)          | 3.1 (37.6)          | 4.9 (40.8)          | 8.7 (47.7)          | 11.9 (53.4)         | 13.7 (56.7)         | 13.6 (56.5)         | 10.1 (50.2)         | 8.2 (46.8)          | 4.2 (39.6)          | 2 (36)              | 7 (45)              |
| 历史最低温 °C（°F） | −11.6 (11.1)        | −17.9 (−0.2)        | −10.9 (12.4)        | −3.6 (25.5)         | −0.8 (30.6)         | 3.2 (37.8)          | 5.9 (42.6)          | 3.9 (39.0)          | 1.1 (34.0)          | −7 (19)             | −9.4 (15.1)         | −11.1 (12.0)        | −17.9 (−0.2)        |
| 平均降水量 mm（）   | 66.1 (2.60)         | 51.9 (2.04)         | 54.6 (2.15)         | 73.6 (2.90)         | 79.8 (3.14)         | 61.2 (2.41)         | 59.6 (2.35)         | 79.4 (3.13)         | 75 (3.0)            | 79.2 (3.12)         | 74.7 (2.94)         | 73.6 (2.90)         | 828.7 (32.63)       |
| 月均日照時數        | 72.1                | 91.9                | 155.6               | 178.5               | 208.6               | 210.4               | 231.7               | 235.5               | 189.5               | 128.3               | 79.6                | 59                  | 1,840.7             |
| 来源：infoclimat.fr |                     |                     |                     |                     |                     |                     |                     |                     |                     |                     |                     |                     |                     |

## 行政区划
圣戈捷的市镇编号为36192，邮政编号为36800。
在行政管理方面，圣戈捷隶属于法国中央-卢瓦尔河谷大区安德尔省勒布朗区；在地方选举方面，圣戈捷是圣戈捷县的中央投票站所在地，其市镇范围全境被划入安德尔省第一选区；在社会管理方面，圣戈捷是埃居宗-阿让通-克勒兹河谷市镇公共社区的组成部分。
截至2024年8月，圣戈捷市镇范围内暂无任何城市敏感街区及城市政策优先街区。
法国国家统计与经济研究所（简称“INSEE”）在进行数据统计，未将圣戈捷划入任何城市核心区（Unité urbaine）、城市区（Aire urbaine）及城市辐射区（Aire d'attraction）。此外，INSEE还将圣戈捷市镇整体看作一个“块区”（IRIS），以便于统计人口分布情况。

## 交通

### 公路

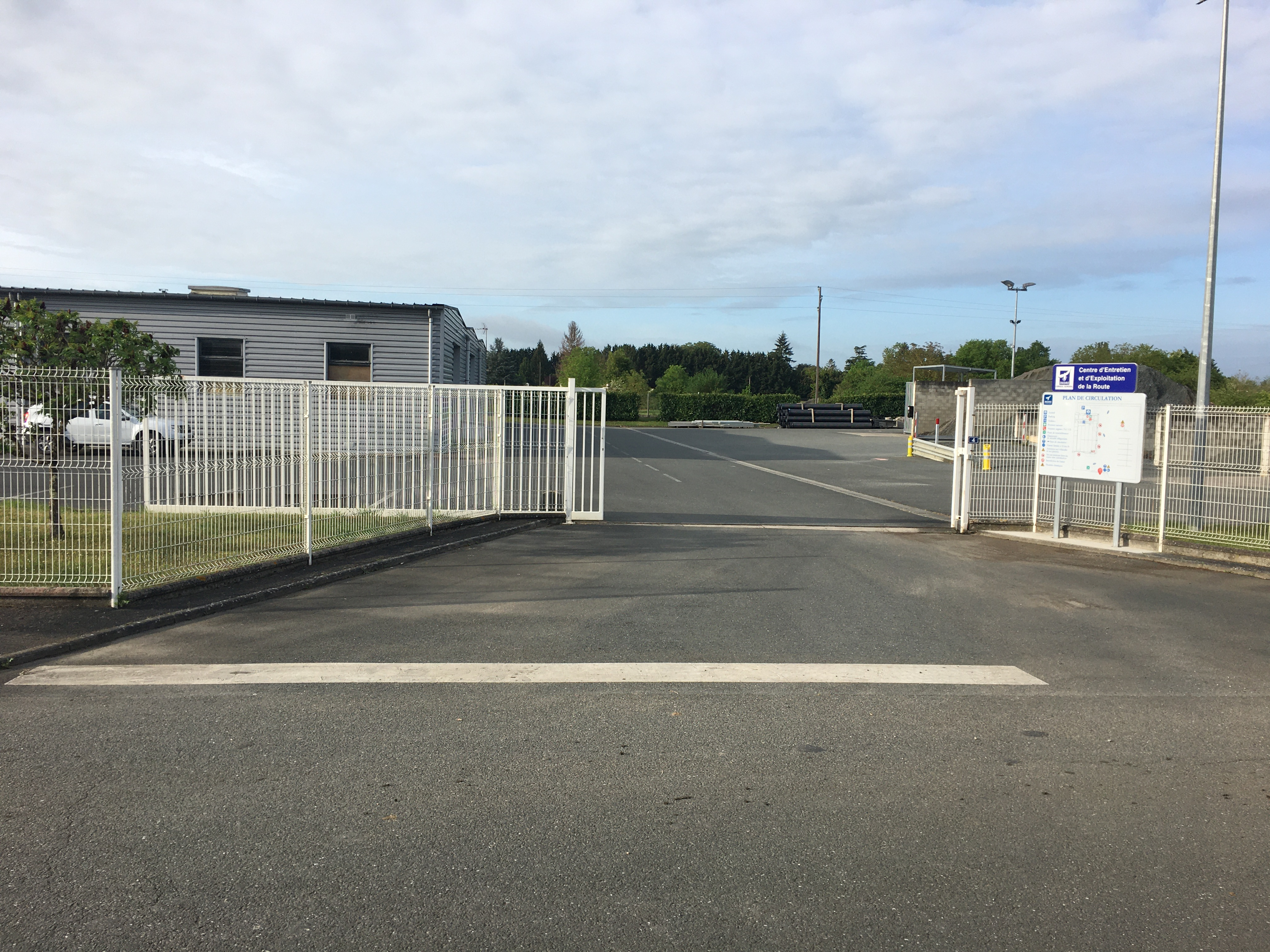
安德尔省公路养护中心

安德尔省省道D11线、D134线、D927线和D951线在圣戈捷境内交汇。中央-卢瓦尔河谷大区城际客运（商业名称为“Rémi”）下属的安德尔省城际客运433线经停圣戈捷，可通往沙托鲁、普瓦捷、勒布朗等地。
2020年，57.9%的圣戈捷家庭拥有至少一辆私人汽车。2020年，圣戈捷境内共发生各类交通事故1起，造成1人遇难。
安德尔省公路养护中心位于圣戈捷境内。
| 15 | 15 |

| 17 | 8 |

| 沙托鲁 | 31 |

| 唐迪 | 12 |

| 普瓦捷 | 92 |

| 勒布朗 | 30 |

| 拉沙特尔 | 48 |

| 克勒兹河畔阿让通 | 11 |

### 铁路
距离圣戈捷最近的运营中的客运铁路车站为7公里外的沙伯内站，该站每天停靠一对往返于奥尔良和克勒兹河畔阿让通之间的区域列车。

### 航空
圣戈捷距离沙托鲁机场的公路里程大约40公里。

### 城市公共交通
截至2024年8月，圣戈捷暂无城市公共交通系统。

## 政治

### 市政内阁

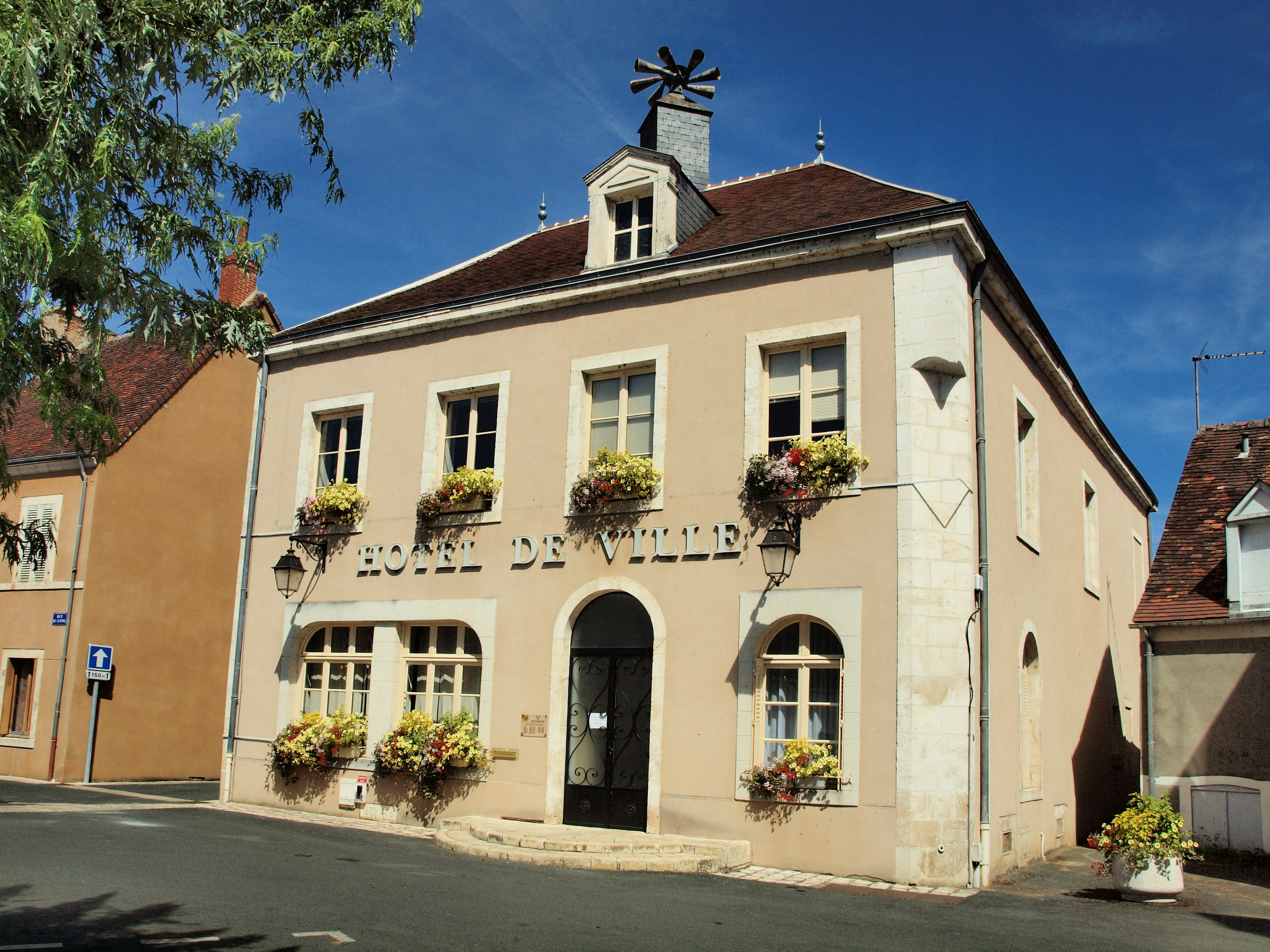
圣戈捷市政厅

圣戈捷的现任市长为布吕诺·沙尔捷先生（Bruno CHARTIER），他是一名左翼无党派人士，在2020年的市政选举中获得了62.78%的支持率。
| 圣戈捷历届市长         | 圣戈捷历届市长                     | 圣戈捷历届市长    |
| 任期                   | 市长                               | 党派              |
| ---------------------- | ---------------------------------- | ----------------- |
| （1995年以前资料暂缺） |                                    |                   |
| 1995年－2001年         | Jean-Paul MOUROT 让-保罗·穆罗      | RPR保衛共和聯盟   |
| 2001年－2008年         | Claude LEVRAT 克洛德·勒夫拉        | DVD右翼无党派人士 |
| 2008年－2014年         | Jean-Louis SIMOULIN 让-路易·西穆兰 | PS社会党          |
| 2014年－               | Bruno CHARTIER 布吕诺·沙尔捷       | DVG左翼无党派人士 |

### 各级选举
| 圣戈捷历届投票选举结果 | 圣戈捷历届投票选举结果 | 圣戈捷历届投票选举结果 | 圣戈捷历届投票选举结果 | 圣戈捷历届投票选举结果 | 圣戈捷历届投票选举结果 | 圣戈捷历届投票选举结果 | 圣戈捷历届投票选举结果 | 圣戈捷历届投票选举结果 | 圣戈捷历届投票选举结果 |
| 选举项目               | 选举范围               | 选区单位               | 选区单位内的选举结果   | 选区单位内的选举结果   | 选区单位内的选举结果   | 选区单位内的选举结果   | 选区单位内的选举结果   | 选区单位内的选举结果   | 参考资料               |
| 选举项目               | 选举范围               | 选区单位               | 第一轮胜出者           | 第一轮胜出者           | 支持率                 | 第二轮胜出者           | 第二轮胜出者           | 支持率                 | 参考资料               |
| ---------------------- | ---------------------- | ---------------------- | ---------------------- | ---------------------- | ---------------------- | ---------------------- | ---------------------- | ---------------------- | ---------------------- |
| 2017年法國總統選舉     | 法國                   | 市镇                   |                        | 埃马纽埃尔·马克龙      | 25.00%                 |                        | 埃马纽埃尔·马克龙      | 64.48%                 | [ 17 ]                 |
| 2017年法国立法选举     | 安德尔省第一选区       | 市镇                   |                        | 弗朗索瓦·若利韦        | 29.26%                 |                        | 弗朗索瓦·若利韦        | 70.46%                 | [ 17 ]                 |
| 2019年欧洲议会选举     | 法國                   | 市镇                   |                        | 若尔丹·巴尔代拉        | 28.60%                 | （不适用）             | （不适用）             | （不适用）             | [ 19 ]                 |
| 2021年法国省级选举     | 安德尔省               | 县                     |                        | 利迪·拉库 热拉尔·马约  | 40.47%                 |                        | 利迪·拉库 热拉尔·马约  | 64.58%                 | [ 20 ] [ 21 ]          |
| 2021年法国省级选举     | 安德尔省               | 市镇                   |                        | 利迪·拉库 热拉尔·马约  | 42.70%                 |                        | 利迪·拉库 热拉尔·马约  | 59.82%                 | [ 20 ] [ 21 ]          |
| 2021年法国大区选举     |                        | 市镇                   |                        | 弗朗索瓦·博诺          | 25.07%                 |                        | 弗朗索瓦·博诺          | 41.93%                 | [ 22 ]                 |
| 2022年法国总统选举     | 法國                   | 市镇                   |                        | 玛丽娜·勒庞            | 26.84%                 |                        | 埃马纽埃尔·马克龙      | 52.54%                 | [ 17 ]                 |
| 2022年法国立法选举     | 安德尔省第一选区       | 市镇                   |                        | 弗朗索瓦·若利韦        | 30.49%                 |                        | 弗朗索瓦·若利韦        | 51.50%                 | [ 17 ]                 |
| 2024年欧洲议会选举     | 法國                   | 市镇                   |                        | 若尔丹·巴尔代拉        | 35.57%                 | （不适用）             | （不适用）             | （不适用）             | [ 17 ]                 |
| 2024年法国立法选举     | 安德尔省第一选区       | 市镇                   |                        | 米莱娜·温斯克          | 39.8%                  |                        | 弗朗索瓦·若利韦        | 55.81%                 | [ 17 ]                 |

## 人口
2021年，圣戈捷市镇人口数量为1,722，在法国排名第6,229位。其中男性790人，女性944人，75岁及以上人口占18.2%，外籍人口数量为38人，人口密度为187人/平方公里，当地居民被称为（男性）或（女性）。2022年，圣戈捷境内出生7人，死亡人口62人。
| 圣戈捷1901年－2021年人口变化情况 |
|                                  |
| 数据来源：Cassini、INSEE         |

## 经济

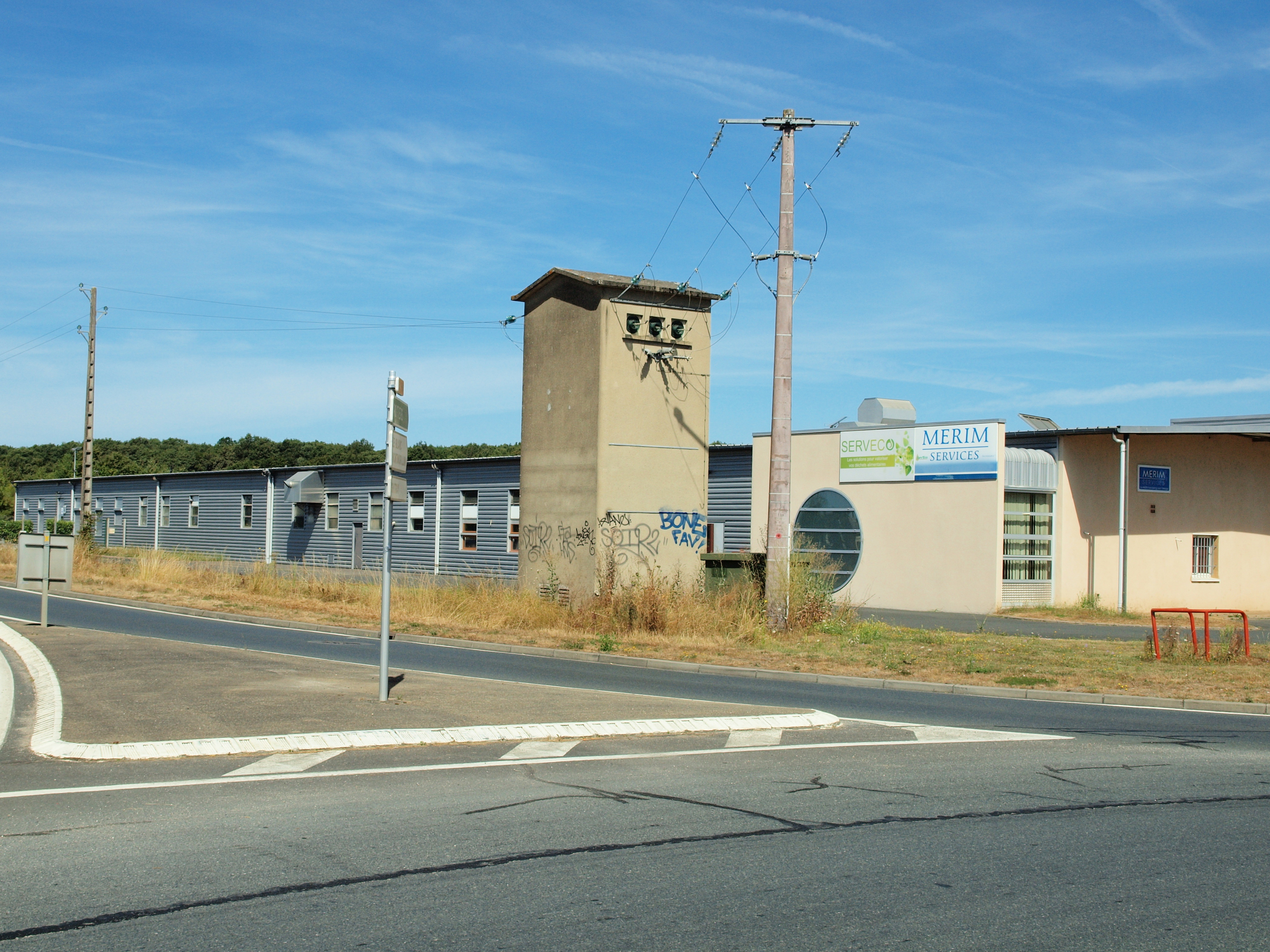
圣戈捷附近的一处厂房

圣戈捷是一个区域性的中心城市。截至2024年8月，圣戈捷市镇范围内共有各类用人单位（包含自雇）254家，平均历史为23年，均为中小型企业（PME），2024年6月至8月间，当地的经济活力指数为0。（建筑外墙）和（酒店）是当地2022年已公布营业额最高的两个企业，分别为204,343欧元和106,531欧元。

## 财政与居民收入
2022年，圣戈捷的财政收入总额为1,684,430欧元，财政支出总额为1,458,120欧元，当年的债务总额为1,463,510欧元。2022年，圣戈捷市镇通过增值税获得22,390欧元的收入，此外当地还共获得了6,760欧元的国家直接财政补助。
| 圣戈捷居民收入情况                               | 圣戈捷居民收入情况 | 圣戈捷居民收入情况    | 圣戈捷居民收入情况 |
| 内容                                             | 圣戈捷             | 法国                  | 统计年份           |
| ------------------------------------------------ | ------------------ | --------------------- | ------------------ |
| 征税家庭总数                                     | 775                | 1,081（法国市镇平均） | 2022年             |
| 居民平均月收入                                   | 1,654欧元          | 2,435欧元             | 2022年             |
| 高级职员人均月收入                               | 不详               | 4,331欧元             | 2021年             |
| 中级职员人均月收入                               | 不详               | 2,470欧元             | 2021年             |
| 普通职员人均月收入                               | 不详               | 1,801欧元             | 2021年             |
| 贫困率                                           | 不详               | 14.5%                 | 2020年             |
| 青壮年（15至64岁）失业率                         | 15.6%              | 7.4%                  | 2020年             |
| 征税家庭数量占比                                 | 31.9%              | 45.5%                 | 2020年             |
| 家庭年均纳税                                     | 1,640欧元          | 4,393欧元             | 2022年             |
| 资料来源：INSEE、L'Internaute、Le Journal du Net |                    |                       |                    |

## 社会事务

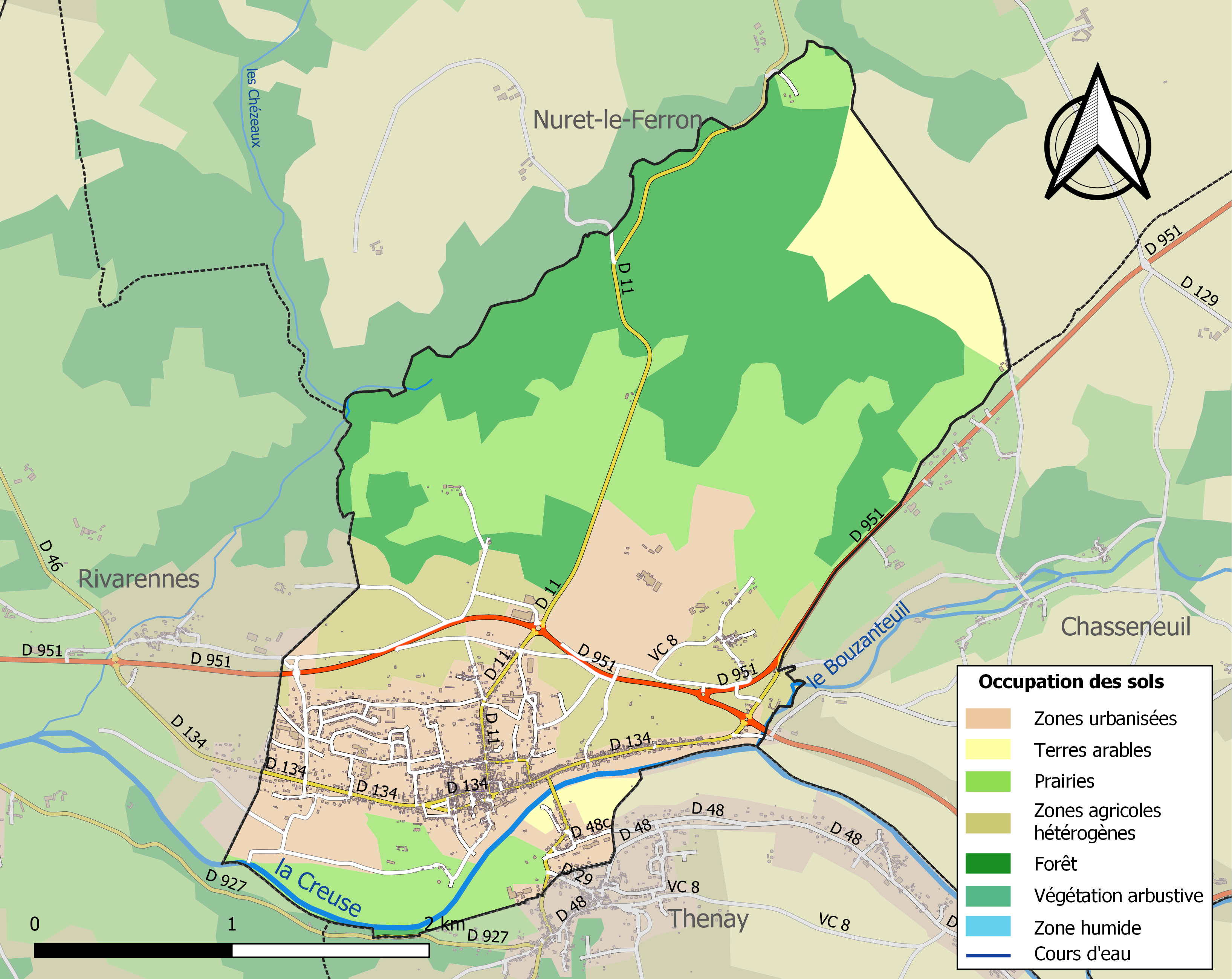
圣戈捷土地利用情况地图

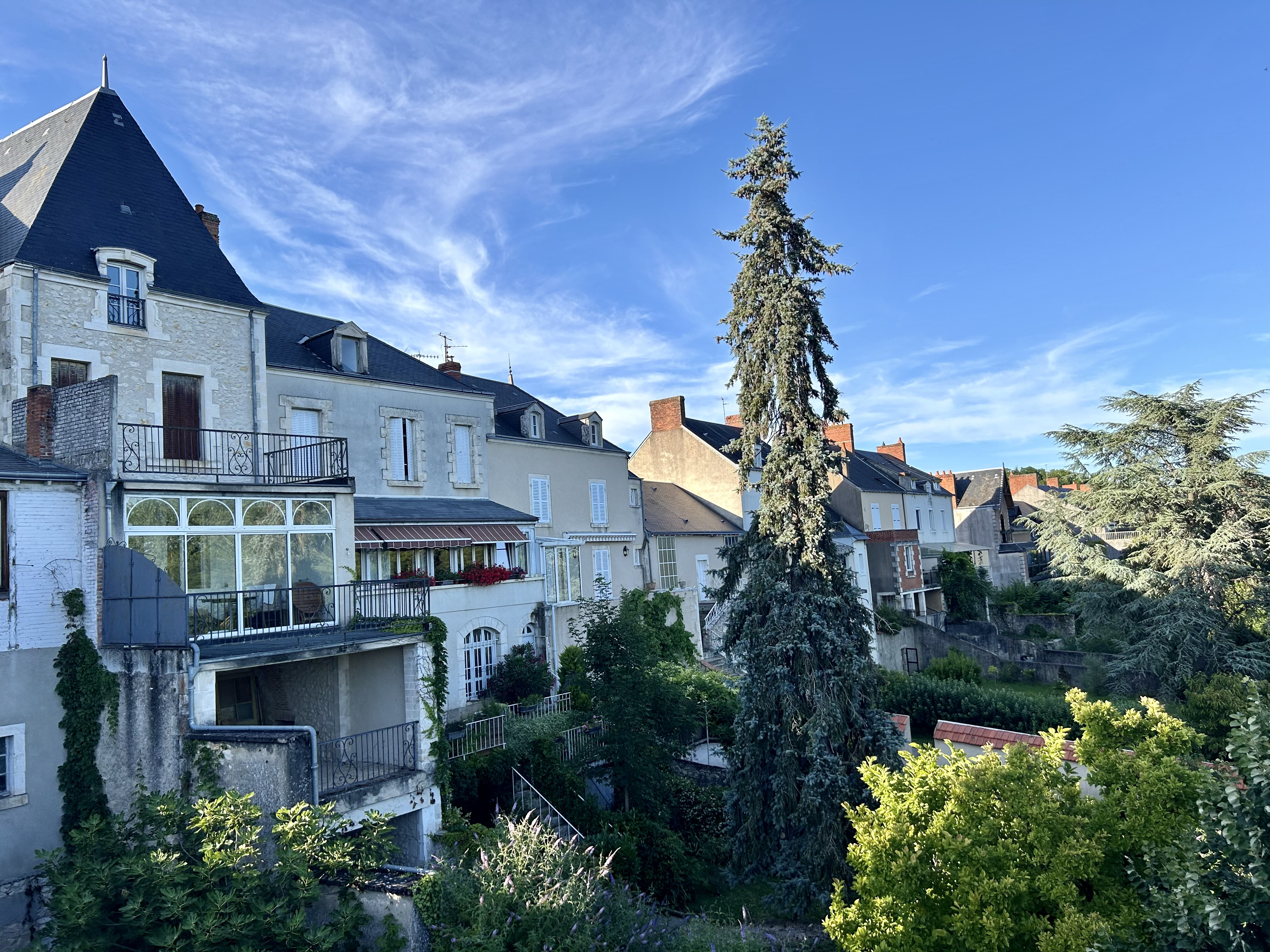
克勒兹河畔的传统居民建筑

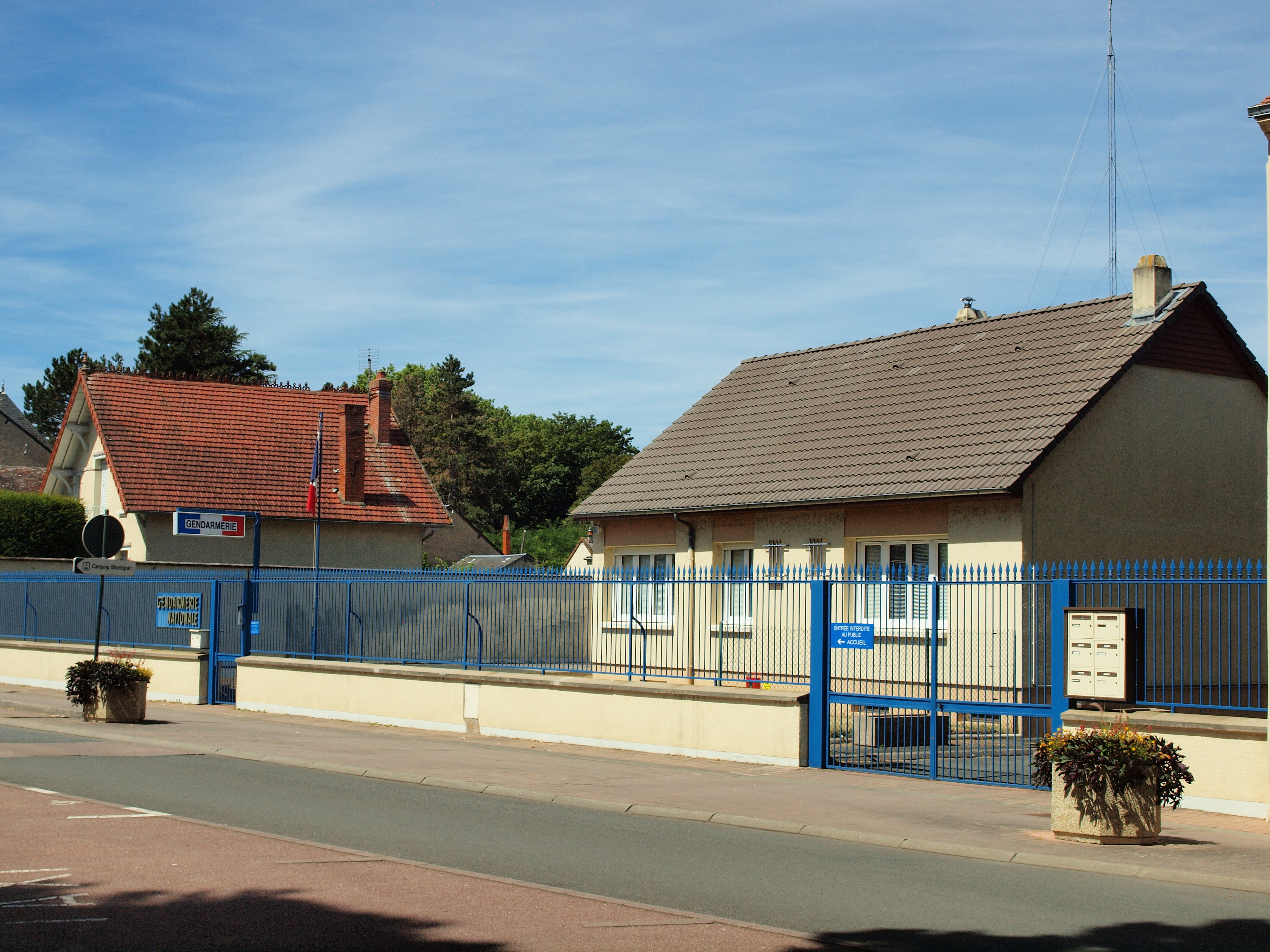
宪兵队

### 教育
圣戈捷属于奥尔良-图尔学区。截至2021年1月1日，圣戈捷境内共有1所幼儿园、1所小学和1所初级中学。2022至2023学年度，圣戈捷境内共有在校中等教育阶段学生185名。

### 医疗
截至2021年1月1日，圣戈捷境内共有全科医生3名、保健师2名、牙医1名和护士6名。境内共有药房1家、养老院1家、残疾人帮扶中心1家。
距离圣戈捷最近的区域性医疗机构为沙托鲁-勒布朗中心医院（Centre Hospitalier de Châteauroux - Le Blanc），其主病区医院位于沙托鲁市区南部，距离圣戈捷市区的正常车程大约27分钟，该院设有床位755个，是安德尔省境内规模最大的公立综合性医院。

### 住房
2020年，圣戈捷境内共有各类住房1,137套，其中81.4%为独立式住宅，18.1%为集中式住宅。常住房屋占圣戈捷市镇范围内居民建筑总量的71.2%。
在住房保障政策方面，2022年，圣戈捷境内共有174户家庭获得了住房经济补助，受益人数占总人口数量的10.1%，其中166份为房租补助。

### 商业
2021年，圣戈捷境内共有各类实体商铺32家，其中餐厅3家、大型超市1家、杂货店1家、面包房3家、书店1家、银行门店1家、美容美发店4家。圣戈捷镇北部建有一家家乐福超市。

### 体育
2021年，圣戈捷境内共有1间体育馆、4处网球场以及1处篮球或排球场。
截至2024年8月，圣戈捷-特奈体育会（AS St-Gaultier Thenay，编号504857）是圣戈捷境内唯一的一家注册足球俱乐部，其主队2024至2025赛季参加安德尔省足球联赛乙组（法国第十级别），其主场为亨利·博比耶球场（Stade Henri Baubiet）。

### 环境
圣戈捷的环境事务由其所属的埃居宗-阿让通-克勒兹河谷市镇公共社区联合各级政府协调负责。2021年，圣戈捷境内共有1家污染企业。

### 治安
2021年，圣戈捷市镇范围内有1处宪兵队。
圣戈捷及其附近的共73个市镇是勒布朗国家宪兵队（zone gendarmerie du Blanc）的管辖范围。2020年，该宪兵队累计记录各类案件1,224起，其中盗窃类案件614起，经济类案件207起，毒品交易类案件39起。

## 文化

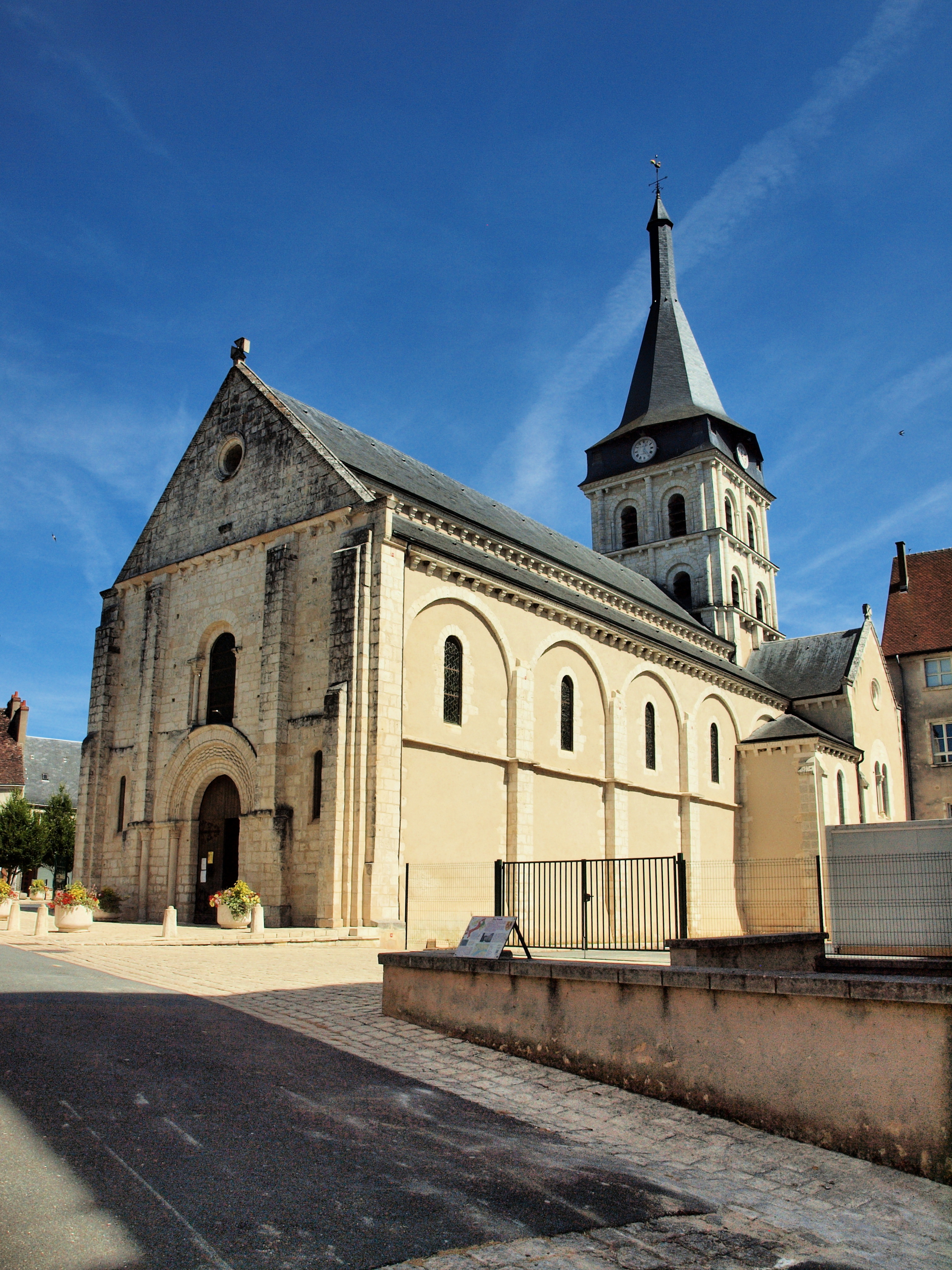
圣戈捷教堂

2021年，圣戈捷境内暂无任何文化设施。圣戈捷境内建有市政多媒体中心（Médiathèque municipale），每周一、三、五、六向公众开放。

### 建筑
圣戈捷境内有多处历史建筑，其中圣戈捷教堂为法国国家文物保护单位。

### 旅游
圣戈捷的旅游事务由其所属的埃居宗-阿让通-克勒兹河谷市镇公共社区联合各级政府协调负责。2023年，圣戈捷境内共有1家酒店共计5间房间；另有2个露营地，可容纳共134辆露营车。

### 媒体
法国主要的媒体均可在圣戈捷接收，法国电视三台下属的中央-卢瓦尔河谷大区频道在部分时段播出圣戈捷所在安德尔省的地方新闻。《中西部新共和国报》、蓝色法兰西贝里广播、伊苏丹贝里第一电视台等是当地主要的地方性媒体。

## 友好城市
截至2024年8月，圣戈捷共与一座城市建立了友好城市关系：
- 德国 利奥波茨赫厄